# ایریجه
ایریجه (به لاتین: Əyricə) یک منطقه مسکونی در جمهوری آذربایجان است که در شهرستان بردع واقع شده است. ایریجه ۷۲۲ نفر جمعیت دارد.